# Dondra
Dondra (oder Devinuwara, singhalesisch දෙවිනුවර Devinuvara oder දෙවුන්දර Devundara) ist eine Siedlung an der äußersten Südspitze Sri Lankas am Indischen Ozean bei Matara. Das Dondra Head Lighthouse, Ruinen mehrerer Hindu-Schreine des Tondeswaram-Tempels und ein Vihara (buddhistischer Tempel) befinden sich in der Nähe.

## Etymologie
Dondra ist eine abgewandelte Form von Theivanthurai (Gottes Hafen) tamilischen Ursprungs. Der Ort wird in der Culavamsa erwähnt.

## Geschichte
Historisch bekannt als Devinuwara Tempelhafenstadt oder Devinuwara Tempelstadt, war Dondra bis zum späten 16. Jahrhundert ein historischer Tempel Hafenstadtkomplex. Eine multireligiöse Stätte, ihre Hauptgottheit war der buddhistische Gott Upulvan und war in ihrem Höhepunkt eine der berühmtesten religiösen Stätten der Insel, mit tausend Statuen der verschiedenen Sekten des Hinduismus und Buddhismus. Aus der Zeit des Dappula I von Anuradhapura stammend, wurde sie während ihrer Zeit als beliebtes Wallfahrtsziel und berühmtes Kaufmannsgilde in der Hafenstadt vor allem von singhalesischen Königen und Handelsgilden unterhalten, die über umfangreiche Kontakte zu Asien, Afrika, Europa und der Malabarküste verfügten. Der Tempel wurde auf gewölbten Bögen auf dem Vorgebirge mit Blick auf den Indischen Ozean errichtet. Unter der Schirmherrschaft verschiedener singhalesischer und tamilischer Königsdynastien und Pilger wurde der Tondeswaram-Tempel zu einer der wichtigsten Kultstätten. Erbaut im Chera-Stil der klassischen dravidischen Architektur, bedeckte er ein riesiges Gebiet, in dem Schreine für viele hinduistische Gottheiten wie Shiva und Vishnu untergebracht waren. Die wiederentdeckten Statuenbilder und Ruinen aus dem 5. bis 7. Jahrhundert n. Chr. spiegeln die Höhepunkte der Pallavaer Kunst wider.
Der zentrale Gopuram-Turm der Vimana und die anderen Gopura-Türme, die die Stadt beherrschten, waren auf ihren Dächern mit Platten aus vergoldetem Messing, Gold und Kupfer bedeckt, und die vielen Schreine der Stadt waren mit aufwendigen Bögen und Toren eingefasst, was dem gesamten Tempelkomplex das Aussehen einer Stadt gab, für Segler, die den Handelshafen besuchten und sich auf seine lichtreflektierenden Gopura-Dächer für Navigationszwecke verlassen konnten. Chronisten, Reisende und Wohltäter der Tempel beschreiben die ganze Stadt als Eigentum des Tempels und leben ausschließlich von Kaufleuten während des Mittelalters. Die Tempelanlage wurde im 14. Jahrhundert von Ibn Battūta und im 15. Jahrhundert von Zheng He besucht.
Der Tempel wurde im Februar 1587 von dem Portugiesen De Sousa d'Arronches zerstört, der die gesamte Südküste verwüstete. Seine Ruinen von Granitsäulen, die das Mandapa der Schreine bildeten, befinden sich in der über eine beträchtliche Fläche verteilten Stadt. Ein Großteil der Mauerwerke des Tempels wurde von der Klippe ins Meer geworfen. Die alte Lingam-Statue des Tempels und die Skulptur von Nandi, die 1998 ausgegraben wurden, liefern frühe Beispiele für hinduistische Beiträge von Pallava zur Insel.
Der wiederaufgebaute Tempel zu Vishnu und den Vihara zieht auch heute noch Pilger an, und im Monat Esala (Juli–August) findet der Dondra-Markt und Perahara acht Tage lang statt.
Dondra war einst die Hauptstadt Sri Lankas.